# Ла-Сара
Ла-Сара (фр. La Sarraz) — місто  в Швейцарії в кантоні Во, округ Морж.

## Географія
Місто розташоване на відстані близько 80 км на південний захід від Берна, 17 км на північний захід від Лозанни.
Ла-Сара має площу 7,7 км², з яких на 11,9% дозволяється будівництво (житлове та будівництво доріг), 48% використовуються в сільськогосподарських цілях, 39,2% зайнято лісами, 0,9% не є продуктивними (річки, льодовики або гори).

## Демографія
2019 року в місті мешкало 2646 осіб (+21,5% порівняно з 2010 роком), іноземців було 28,9%. Густота населення становила 344 осіб/км².
За віковим діапазоном населення розподілялося таким чином: 23,9% — особи молодші 20 років, 62,7% — особи у віці 20—64 років, 13,4% — особи у віці 65 років та старші. Було 1103 помешкань (у середньому 2,4 особи в помешканні).
Із загальної кількості 568 працюючих 19 було зайнятих в первинному секторі, 82 — в обробній промисловості, 467 — в галузі послуг.